# José Vaquerizo
José Vaquerizo (ur. 10 października 1978 w Walencji) – hiszpański niepełnosprawny sportowiec, uprawiający boccię. Brązowy medalista paraolimpijski z Pekinu w 2008 roku.

## Medale Igrzysk Paraolimpijskich

### 2008
- - Boccia - zespoły - BC1-2